# Judith Rauch
Judith Rauch (* 1956) ist eine deutsche Journalistin. Als Wissenschaftsreporterin des Schwäbischen Tagblatts aus Tübingen gewann sie 1986 den ersten Preis im Wettbewerb „Reporter der Wissenschaft“.

## Leben
Judith Rauch studierte Biologie und schloss mit Diplom ab. Ab 1984 wurde sie journalistisch tätig. Von 1986 bis 1991 war Rauch Redakteurin bei der Frauenzeitschrift Emma in Köln, von 1992 bis 1999 Reporterin und Redakteurin der Zeitschrift Das Beste/Reader’s Digest in Stuttgart. Ihre Artikel erschienen in verschiedenen Sprachen in bis zu 21 Ausgaben des internationalen Magazins. Von Oktober 1999 bis August 2007 unterhielt sie ein Redaktionsbüro in Tübingen. Ihr Schwerpunkt sind Themen und Trends aus Wissenschaft, Technik und Gesellschaft.
Von September 2007 bis November 2012 war Judith Rauch Textredakteurin für den Bereich Lebenswissenschaften und Medizin der Zeitschrift Bild der Wissenschaft. Von Dezember 2012 bis Dezember 2013 arbeitete sie als Chefin vom Dienst beim Onlineportal dasGehirn.info. Judith Rauch war Stipendiatin der Stiftung „Journalistes en Europe“ in Paris und ist Mitglied des Journalistinnenbunds e.V. sowie der International Science Writers Association (ISWA). Sie unterrichtet seit dem Wintersemester 2005/2006 Wissenschaftsjournalismus an der Universität Tübingen und ist Herausgeberin der Online-Magazine Studentenfutter, InPut und FRAU weiß. Seit 2008 ist sie Co-Autorin des medien- und gesellschaftskritischen Journalistinnen-Blogs WatchSalon.

## Veröffentlichungen
- mit Elvira Martin, Helga Schmidt-Osthof und Gundula Daerr: Über-Lebens-Künstlerinnen. Frauenbücher zu Alltagsgewalt und Krieg, Emanzipation und Frieden (= Literatur-Übersicht. Bd. 8). Verein für Friedenspädagogik, Tübingen 1984, ISBN 3-922833-30-6.
- „Werde nie eine Frau, wenn du groß bist“. Maria Goeppert Mayer (1906–1972), Nobelpreis für Physik 1963. In: Charlotte Kerner (Hrsg.): Nicht nur Madame Curie … Frauen, die den Nobelpreis bekamen. Band 1. Neuausgabe. Beltz & Gelberg, Weinheim 1999, ISBN 3-407-80862-3, S. 156–181.
- mit Irmtraud Potkowski und Andrea Sauter: Die Dagobertas. Frauen erobern die Welt des Geldes. Deutsche Verlags-Anstalt, Stuttgart u. a. 2001, ISBN 3-421-05560-2.
- Judith Rauch: Die Stimmen der anderen – Wie viel Kritik verträgt eine schreibende Seele? In: Friederike Herrmann (Hrsg.): Unter Druck. Die journalistische Textwerkstatt. Erfahrungen, Analysen, Übungen. VS Verlag für Sozialwissenschaften, Wiesbaden 2006, ISBN 3-531-14223-2, S. 81–86.
- mit Jochen Paulus und Karin Hollricher: Die 7 Rätsel der Hirnforschung. Hörbuch, Komplett-Media, Grünwald 2007, ISBN 978-3-8312-6234-2.